# Andrenosoma albibarbe
Andrenosoma albibarbe là một loài ruồi trong họ Asilidae. Andrenosoma albibarbe được Meigen miêu tả năm 1820.